# Rhamdioglanis
Rhamdioglanis es un género de peces actinopeterigios de agua dulce, distribuidos por ríos y lagos de América del Sur.

## Especies
Existen solamente dos especies reconocidas en este género:
- Rhamdioglanis frenatus Ihering, 1907
- Rhamdioglanis transfasciatus Miranda Ribeiro, 1908